# 高城敏美
高城 敏美（たかぎ としみ、1941年2月1日 - ） は、日本の機械工学者。大阪大学名誉教授。元日本機械学会熱工学部門長。

## 人物・経歴
1963年大阪大学工学部機械工学科卒業。1965年大阪大学大学院工学研究科修士課程修了。1968年大阪大学大学院工学研究科博士課程修了。
その後、大阪大学助教授。1981年大阪大学教授。1997年日本機械学会熱工学部門長。2004年大阪大学名誉教授、大阪産業大学客員教授。2010年大阪産業大学客員教授退任。
専門は熱工学、燃焼など。

## 受賞
- 1982年 日本機械学会論文賞[2]
- 1987年 日本機械学会論文賞[2]
- 2002年 日本機械学会論文賞[2]
- 2006年 日本機械学会熱工学部門賞功績賞（永年功績賞）[5]
- 2021年 瑞宝中綬章[6][7]